# Protéines STAT

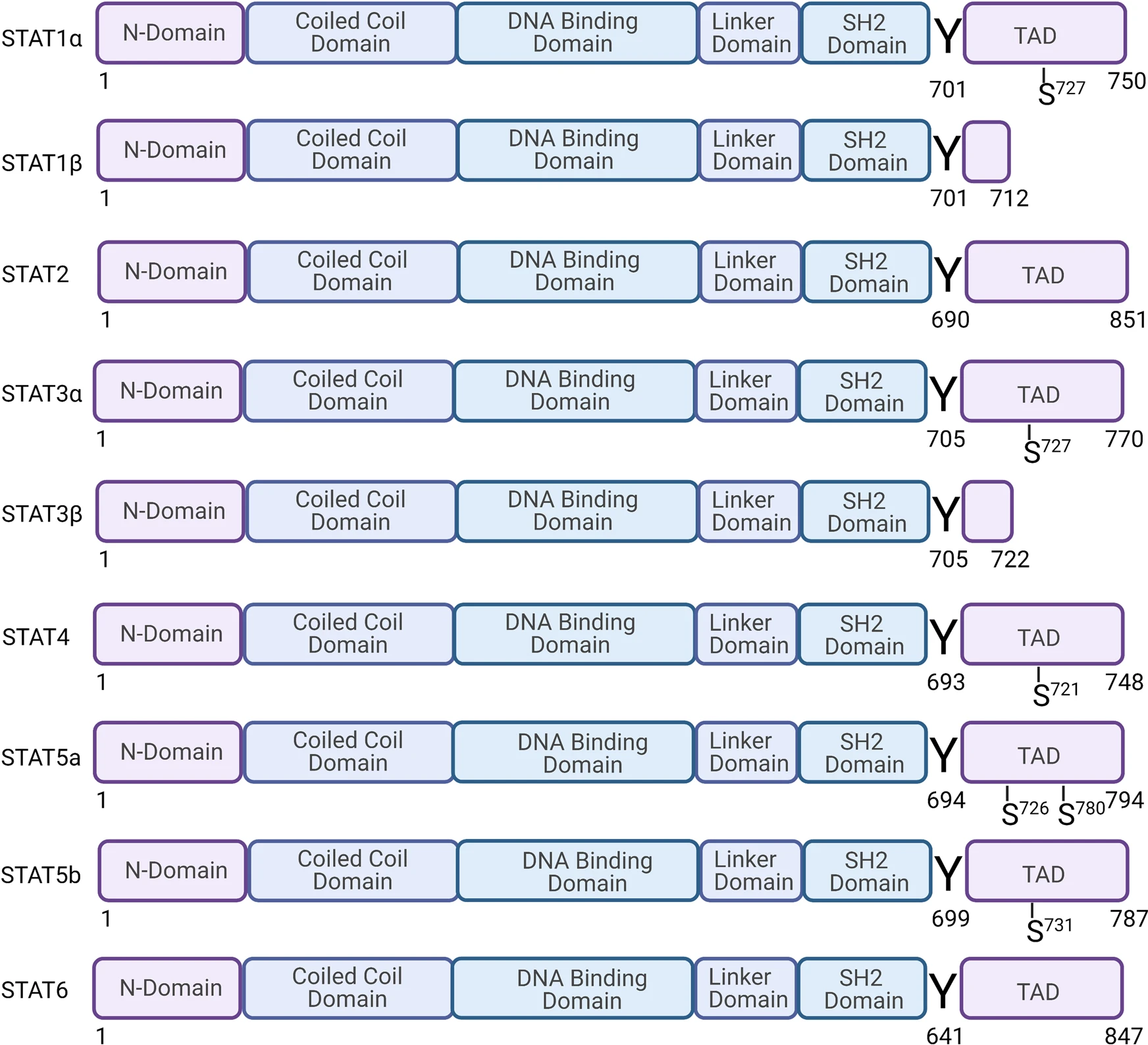
Structure et sites de phosphorylation de la famille des protéines STAT. La famille des transductions de signaux et des activateurs de transcription compte six membres : STAT1 (STAT1 a deux isoformes d'épissage, STAT1α et STAT1β), STAT2, STAT3 (STAT3 a deux isoformes d'épissage, STAT3α et STAT3β), STAT4, STAT5a, STAT5b et STAT6. Les STAT sont composés de 750 à 900 acides aminés. De l'extrémité N à l'extrémité C, les domaines sont le N-terminal, le domaine enroulée, le domaine de liaison à l'ADN, le domaine de jonction, le domaine SH2 et la structure d'activation de transcription. « Y » représente un site de phosphorylation de la tyrosine et « S » représente un site de phosphorylation de la sérine.

Les protéines STAT, pour Signal Transducers and Activators of Transcription en anglais, sont impliquées dans la régulation de différents processus cellulaires tels la croissance, la différenciation, la survie ou l'apoptose. Elles sont mises en œuvre lors de l'activation de la voie de transduction du signal JAK-STAT au cours de laquelle les protéines sont activées par phosphorylation sur résidus tyrosine par les kinases de la famille JAK. Cette phosphorylation des STAT entraîne leur dimérisation et leur entrée dans le noyau où elles ont un rôle de facteur de transcription.

## Famille STAT
La caractérisation et la compréhension des mécanismes d'action des protéines STAT repose en grande partie sur les travaux, au début des années 1990, du groupe de James Darnell de la Rockefeller University à New York. La famille STAT se compose, chez les mammifères, de 7 membres : STAT1, STAT2, STAT3, STAT4, STAT5a, STAT5b et STAT6 ..

## Structure
Les effecteurs protéiques de la famille des STAT se caractérisent par la présence à l'extrémité N-terminal de domaines coiled-coil assurant leur dimérisation ainsi que leur ancrage aux récepteurs des cytokines. Cet arrimage est permis également par une région SH2 permettant la fixation d'un acide aminé Tyrosine phosphorylé sur le récepteur, phosphorylation catalysée par un domaine de JAK.
L'extrémité N-term présente une région d'autophosphorylation des Tyrosines de STAT, le récepteur des cytokines fixé alors ne possédant aucune activité enzymatique. Cette extrémité permet également la translocation nucléaire de STAT.
On trouve en C-terminal de cette protéine un domaine de transactivation, qui, une fois dans le noyau, fixe les facteurs généraux de la transcription, et active l'expression de gènes impliqués dans la différenciation des lymphocytes, par exemple (STAT4).

## Rôle dans le cancer
Chaque protéine STAT exerce des effets biologiques uniques et joue une fonction régulatrice dans la survie cellulaire, la différenciation, le métabolisme et la réponse immunitaire, et joue un rôle clé dans les tumeurs malignes et maladies auto-immunes .
STAT1 aide à renforcer l’immunité contre les tumeurs, mais STAT3 et d’autres types de protéines peuvent déclencher une inflammation pro-cancéreuse . Une interaction étroite entre STAT3 et la signalisation NF-κB a été observée. L'interleukine 6 régulé par la signalisation NF-κB, est un activateur important de STAT3 . L'interleukine 10 et le CpG activent en synergie STAT3 et NF-κB dans une lignée de cellules B humaines induites par le protooncogène Myc . STAT3 a également inhibé l'expression de molécules essentielles à l'immunité antitumorale médiée par NF-κB et STAT1, notamment l'interleukine 12 et l'interféron-γ ,.